# SWIM SWEET UNDER SHALLOW
SWIM SWEET UNDER SHALLOW（スイムスイートアンダーシャロウ）は、日本の男女二人組ギターロックバンド。

## 概要
ヨシダミドリのメンバー募集により結成。結成からしばらくはライブ活動を行わず曲制作のみの活動を行う。現在は宅録による作品制作と並行してライブ活動も展開。
作品の演奏、レコーディング、アートワークやMVまでメンバーで制作している。
- 2011年
1月7日 1stアルバム『elephantic』
11月3日 2ndアルバム 『moslight passion』

- 2012年
10月10日 1stシングル 『Safari e.p.』

- 2013年
4月24日 2ndシングル 『Madras e.p.』

- 2014年
3月26日 1st、2ndアルバムのリミックス、リマスター盤を紙ジャケット仕様にて再リリース。再リリース盤にはメンバーによるライナーノーツも付属。
4月10日 3rdシングル 『Background Music e.p.』
このシングルはバンドのホームページ上でのフリーダウンロード形態でリリース。　http://web-swim.com/download_006.html
5月14日 3rdアルバム 『focus』

- 2016年
3月30日 4thシングル 『KITCHEN e.p.』
10月7日 4thアルバム 『dubbing』

## メンバー
- タナカ ヒロキ
  - ギター、ボーカル、ベース、ドラムなどの楽器を担当
- ヨシダ ミドリ
  - ギター、ボーカル、ベースなどの楽器を担当